# Selección de balonmano playa de Uruguay
La Selección de balonmano playa de Uruguay es la selección masculina de los mejores jugadores de Balonmano playa uruguayos, que representan a su país en competiciones internacionales.

## Historial

### Mundiales
- 2004 - No participó
- 2006 - No participó
- 2008 - 9.º puesto
- 2010 - No participó
- 2012 - 11.º puesto
- 2014 - 9.º puesto
- 2016 - 10.º puesto
- 2018 - 15.º puesto

### Campeonato Panamericano
- 2004 -  Medalla de plata
- 2008 -  Medalla de plata
- 2012 -  Medalla de plata
- 2013 -  Medalla de bronce
- 2014 -  Medalla de plata
- 2016 -  Medalla de plata